# Hans Christian Lumbye
Hans Christian Lumbye   (Copenhaguen, 2 de maig de 1810 - Copenhaguen, 20 de març de 1874), fou un compositor i director d'orquestra danès.
Anomenat l'Strauss del Nord, es donà a conèixer avantatjosament per nombrosos ballables que es distingien per la seva originalitat i brillant instrumentació, i no tardaren a estendre's arreu d'Europa.
Igual que Strauss, per la sala de concerts Tivoli de la capital danesa, fundà una orquestra que dirigí durant molts anys, i amb la que visità París i Alemanya i en la que el succeí el seu compatriota Balduin Dahl. Deixà més de 300 peces de ball.